# Pleasant Prairie, Wisconsin
Pleasant Prairie là một làng thuộc quận Kenosha, tiểu bang Wisconsin, Hoa Kỳ. Năm 2006, dân số của làng này là 16136 người.